# تپه چوپان
تپه چوپان مربوط به هزارهٔ دوم پیش از میلاد است و در نزدیکی روستای علی بیگ، شهرستان بردسکن واقع شده و این اثر در تاریخ مهر ۱۴۰۳ با شمارهٔ ثبت ۳۴۱۷۹ به‌عنوان یکی از آثار ملی ایران به ثبت رسیده است.